# 파저강 전투
파저강 전투(婆猪江戰鬪)는 조선 세종 시기 1433년 최윤덕 등 북방 장수들이 오랫동안 조선을 괴롭히던 훈강(파저강) 일대의 여진족을 정벌해 평정한 전투이다.

## 배경
당시 북방 유목 민족 여진족은 고려시대 1391년 만포진과 갑산을 점거한 이후 조선의 북방 국경 지역을 넘나들며 약탈을 저지르고 있었다. 이에 조정에서는 태종 시기 북방 지역에 관심을 기울여 북방 지역으로 주민들을 이주시키고 각 고을들을 개칭하고 승격시켰다.
세종에 이르러서도 여진족의 국경 침탈이 자주 이루어졌다. 1432년 12월 9일에 야인 400기가 경계에 침입하여 사람과 물건들을 약탈해가니 강계절제사 박초가 추격하여 사람들을 구하고 약탈해가는 물건을 다시 빼았아 왔다고 장계하였다. 이어 12월 21일에 파저강 유역의 이만주가 침입하였는데 이전부터 식량이 부족하여 사군 지역에 자주 침탈하였다. 계속되는 여진족의 참달을 기화로 조선의 조정에서는 본격적으로 여진족의 정벌을 논의한다.
이듬해인 1433년 1월에 평안도감사가 여연 강계에서의 전투에서 전사자 48명을 포함해서 75명의 피해를 보고했다. 이에 세종은 압록강 유역의 여진족의 정벌을 위해서 1월 11일에 평안도도절제사로 최윤덕을 임명하였다.
최윤덕 등 조선 조정의 중신들은 정벌에 신중해야 한다고 아뢰었으나 세종의 압록강 유역의 정벌 의지는 확고하였다. 그리고 최윤덕을 판중추원사 겸 영영변도호부사로 삼았다. 이후 조정에서 처음 정벌군의 규모를 3천을 논하였으나 전술적인 면 등을 들어 최윤덕이 아뢰어 최종적으로 정벌군은 1만 이상의 군사로 정하였다.

## 전투 과정
1433년 평안도도절제사로 임명된 최윤덕은 임지로 부임하여 차근차근 정벌에 대한 준비를 실행하였다. 정벌 준비가 완료되고 4월에 모든 군사가 강계부에 집합하였다.
정벌군은 최윤덕을 평안도도절제사 겸 3군도통사로 김효성을 도진무로 하였고, 군사는 황해도와 평안도의 군병 1만 5000명으로 모아 4월 10일에 드디에 압록강의 북쪽 지류인 파저강 일대로 출진하였다.
4월 10일~4월 19일까지 여진족 추장 이만주 휘하의 여러 부락들을 공격해 대승을 거두고 무기와 가축 다수를 노획했다.
4월 19일 최윤덕은 어허강까지 진출하여 강변에 수비병력 600명을 배치하고 동이 틀 무렵 적장 임할라와 삼타나노의 본거지를 공격했다. 그러나 두 마을은 모두 비어있었고 야인들은 궁시 사격을 하려고 했다. 그러나 최윤덕이 궁시 사격을 하려던 야인들을 정중히 대접하자 야인들은 그의 예의에 감동하여 물러갔다.
4월 20일 홍사석 부대는 최윤덕 부대와 합류하여 공격해 야인 장정 31명을 사로잡았으나 곧 포로들이 폭동을 일으켜 26명을 사살하고 5명을 억류시켰다.
최윤덕과 홍사석은 임할라와 삼타나노를 뒤쫓아 그들의 광범위한 본거지를 대공격해 수색 활동을 전개하고 함정과 장애물을 설치했으며 지자산군사 조복명과 지재령군사 김잉은 병력 1400명과 야인 포로들을 이끌고 길을 수리했다.
토벌 도중 야인들이 밭에 불을 질러 군사들이 식량 부족에 시달리게 했으나 곧 회복하고 파저강 일대의 야인들을 모두 평정하였다.

## 결과 및 영향
이 전투의 공로로 회군 이후 5월에 정벌군의 총사령관인 최윤덕은 우의정에 오르게 되었다. 이어 근정전에서 펼쳐진 출병장수들의 위로연에서 세종은 최윤덕에게 세자의 술잔을 앉아서 받도록 하는 등 정벌의 성과에 대해서 만족하였다.
그러나 이후에도 여진족의 침입에 대비하여 우의정이 된 최윤덕을 외직인 평안도도절제사에 3년간 겸직시켰다. 임기를 마친 최윤덕에 이어 또 한 명의 신뢰하는 장수인 이천을 1436년 평안도도절제사로 임명하여 여진족에 대한 경계를 풀지 않았다. 이후 세종은 계속해서 여진족을 몰아내고 북방 지역 탈환에 나서 이천(李蕆)을 보내 제2차 파저강 전투를 치러 사군을 완성하였다.
이 정벌은 다른 지방의 여진족들의 분열도 불러왔는데, 1433년 10월에 함경도 두만강 유역의 여진족의 분열을 야기시켰다. 이에 세종은 김종서를 함길도 관찰사로 임명하여 사민정책 등을 펼치면서 함경도에서 조선의 내실을 다져가 6진을 개척하였다.

## 같이 보기
- 사군
- 니탕개의 난